# المپیاد جهانی علوم زمین
المپیاد جهانی علوم زمین (انگلیسی: International Earth Science Olympiad)(IESO) یکی از المپیادهای علمی است که به‌طور سالانه برای دانش آموزان دبیرستانی است برای این که بتوانند توانایی‌های خود را در زمینه‌هایی مانند زمین شناسی، هواشناسی، علوم محیط زیست، و اخترشناسی زمینی (terrestrial astronomy) مورد آزمایش قرار دهند. دانش آموزانی که برنده رقابت‌های ملی کشور خود می‌شوند دعوت به شرکت در این مسابقات می‌شوند و همه کشورهای علاقه‌مند برای شرکت کردن در این مسابقات، تشویق می‌شوند. این مسابقات یکی از بزرگ‌ترین فعالیت‌های سازمان بین‌المللی آموزش علوم زمین (International Geoscience Education Organization - IGEO) است که هدفش بالابردن علاقه دانش آموزان، افزایش آگاهی عمومی از علوم زمین و افزایش یادگیری علوم زمین دانش آموزان است